# Mydlovary
Mydlovary település Csehországban, a České Budějovice-i járásban. Mydlovary Zliv, Zahájí, Olešník, Pištín és Dívčice településekkel határos. Lakosainak száma 306 fő (2024. január 1.).

## Népesség
A település lakosságának változását az alábbi diagram mutatja:
| Lakosok száma | 271  | 319  | 294  | 384  | 342  | 272  | 311  | 304  | 304  | 306  |
|               | 1869 | 1890 | 1921 | 1950 | 1980 | 2001 | 2017 | 2019 | 2022 | 2024 |